# Abra Katastropha
Abra Katastropha ist eine US-amerikanische Komödie aus dem Jahr 2003. Dies ist der erste Fernsehfilm der Serie Cosmo und Wanda – Wenn Elfen helfen. Der Film besteht aus drei einzelnen Folgen der dritten Staffel. Er wird auch als Cosmo und Wanda – Der Film bezeichnet.

## Handlung
Timmy hat es als erster Mensch geschafft, ein Jahr lang die Existenz seiner Zauberpaten Cosmo und Wanda vor anderen Menschen geheim zu halten. Dafür erhält er zur Belohnung einen besonderen Zauber-Muffin, mit dem man sich alles wünschen kann und zwar auch die Dinge, die die Zauberpaten nicht erfüllen können. Doch der Muffin gerät in falsche Hände. Zuerst kostete, bei einer Essensschlacht, Affe Bibby von dem Zauberküchlein; nun hat er einen Wunsch frei. Er wünscht sich, dass die Affen die Vorherrschaft über die Erde erlangen. Die Menschen werden zu Versuchskaninchen. Doch dann erwischt Crocker den Zauber-Muffin und reißt so die Weltherrschaft an sich. Crocker hat nicht nur die Weltherrschaft übernommen und Wanda in seinen Besitz gebracht, später kann er auch noch Cosmo fangen. Timmy muss handeln. Mit einem Trick kann er den größenwahnsinnigen Lehrer besiegen und seine Zauberpaten befreien. Er muss der Welt die Wahrheit sagen. Timmy sagt seinen Eltern, dass er helfende Elfen hat und die beiden verschwinden, da dies einen Regelbruch darstellt. Durch den Rest des Muffins wünscht sich Timmy, dass nichts passiert wäre und dass er seine Zauberpaten wieder hat. Als er sie endlich wiederbekommen hatte, wollte Von Ramme sie ihm wieder weg nehmen. Doch durch einen verzauberten Türknauf vergisst er, dass er sie wegnehmen will und Timmy kann die Paten behalten.

## Synchronisation
| Rolle                 | Englischer Sprecher | Deutscher Sprecher |
| --------------------- | ------------------- | ------------------ |
| Cosmo                 | Daran Norris        | Norman Matt        |
| Wanda                 | Susan Blakeslee     | Ilya Welter        |
| Timmy Turner          | Tara Strong         | Hannes Maurer      |
| Mr. Turner            | Daran Norris        |                    |
| Mrs. Turner           | Susan Blakeslee     |                    |
| A. J.                 | Gary LeRoi Gray     |                    |
| Chester               | Jason Marsden       |                    |
| Vicky                 | Grey DeLisle        | Katja Liebing      |
| Jean-Claude van Ramme | Daran Norris        | Volker Wolf        |
| Denzel Crocker        | Carlos Alazraqui    | Marcus Off         |